# Llista de monuments de Pineda de Mar
Llista de monuments de Pineda de Mar inclosos en l'Inventari del Patrimoni Arquitectònic Català per al municipi de Pineda de Mar (Maresme). Inclou els inscrits en el Registre de Béns Culturals d'Interès Nacional (BCIN) amb la classificació de monuments històrics, els béns culturals d'interès local (BCIL) de caràcter immoble i la resta de béns arquitectònics integrants del patrimoni cultural català.
| Monument                                                               | Protecció       | Estil/època                    | Localització                                                         | Coordenades                                          | Codi?         | Imatge |
| ---------------------------------------------------------------------- | --------------- | ------------------------------ | -------------------------------------------------------------------- | ---------------------------------------------------- | ------------- | --- |
| Castell de Montpalau                                                   | BCIN 1241-MH    | Romànic XV                     | Pineda de Mar Turó de Montpalau, accés des de Can Martorell          | 41° 38′ 32″ N, 2° 40′ 13″ E / 41.642222°N,2.670278°E | RI-51-0005591 | Castell de Montpalau (Pineda de Mar) · Vegeu més fotos d'aquest monument · Carregueu una nova foto d'aquest monument                                   |
| Torre de Sant Jaume                                                    | BCIN 1242-MH    | XVI                            | Pineda de Mar Mas Castellar                                          | 41° 38′ 09″ N, 2° 40′ 33″ E / 41.635722°N,2.675889°E | RI-51-0005592 | Torre de Sant Jaume (Pineda de Mar) · Vegeu més fotos d'aquest monument · Carregueu una nova foto d'aquest monument                                    |
| Aqüeducte romà de Sant Pere de Riu i Can Cua, Aqüeducte romà de Pineda | BCIN 2000-MH-ZA | Romà                           | Pineda de Mar i Tordera                                              | 41° 38′ 29″ N, 2° 40′ 53″ E / 41.64135°N,2.6813°E    | IPA-434       | Aqüeducte romà de Sant Pere de Riu i Can Cua (Pineda de Mar i Tordera) · Vegeu més fotos d'aquest monument · Carregueu una nova foto d'aquest monument |
| Ermita de Sant Andreu                                                  |                 | Romànic, obra popular XI, XVII | Pineda de Mar Camí d'Hortsavinyà, 12 km                              | 41° 38′ 38″ N, 2° 37′ 46″ E / 41.64391°N,2.62937°E   | IPA-8422      | Ermita de Sant Andreu (Pineda de Mar) · Vegeu més fotos d'aquest monument · Carregueu una nova foto d'aquest monument                                  |
| Creu de terme                                                          |                 | Gòtic XIV                      | Pineda de Mar C. Mn. Antoni Doltrà                                   | 41° 37′ 44″ N, 2° 41′ 22″ E / 41.62887°N,2.68944°E   | IPA-8792      | Creu de terme (Pineda de Mar) · Vegeu més fotos d'aquest monument · Carregueu una nova foto d'aquest monument                                          |
| Església parroquial de Santa Maria                                     |                 | Gòtic, barroc XV               | Pineda de Mar Ctra. N-II                                             | 41° 37′ 44″ N, 2° 41′ 24″ E / 41.628803°N,2.689956°E | IPA-8793      | Església parroquial de Santa Maria (Pineda de Mar) · Vegeu més fotos d'aquest monument · Carregueu una nova foto d'aquest monument                     |
| Masia Can Comes                                                        |                 | Obra popular XVII              | Pineda de Mar Pl. Catalunya, 3                                       | 41° 37′ 38″ N, 2° 41′ 22″ E / 41.62719°N,2.68951°E   | IPA-8795      | Masia Can Comes (Pineda de Mar) · Vegeu més fotos d'aquest monument · Carregueu una nova foto d'aquest monument                                        |
| Conjunt de cases al carrer Ciutadans                                   |                 | Obra popular XVII              | Pineda de Mar C. Ciutadans, 24, 26, 28, 21, 23, 25 A                 | 41° 37′ 41″ N, 2° 41′ 25″ E / 41.62799°N,2.69029°E   | IPA-8796      | Conjunt de cases al carrer Ciutadans (Pineda de Mar) · Vegeu més fotos d'aquest monument · Carregueu una nova foto d'aquest monument                   |
| Masia al carrer Garbí                                                  |                 | Obra popular XVII              | Pineda de Mar Pl. de les Creus                                       | 41° 37′ 32″ N, 2° 40′ 42″ E / 41.62565°N,2.67842°E   | IPA-8797      | Masia al carrer Garbí (Pineda de Mar) · Vegeu més fotos d'aquest monument · Carregueu una nova foto d'aquest monument                                  |
| Masia Can Roig                                                         |                 | Obra popular XVII              | Pineda de Mar C. Eugeni d'Ors                                        | 41° 37′ 42″ N, 2° 41′ 10″ E / 41.62829°N,2.6862°E    | IPA-8798      | Masia Can Roig (Pineda de Mar) · Vegeu més fotos d'aquest monument · Carregueu una nova foto d'aquest monument                                         |
| Finestres gòtiques de la casa al carrer Major                          |                 | Gòtic XIII                     | Pineda de Mar C. Major, 36                                           | 41° 37′ 37″ N, 2° 41′ 13″ E / 41.62681°N,2.68691°E   | IPA-8799      | Finestres gòtiques de la casa al carrer Major (Pineda de Mar) · Vegeu més fotos d'aquest monument · Carregueu una nova foto d'aquest monument          |
| Casa al carrer Major, 32                                               |                 | XVIII                          | Pineda de Mar C. Major, 32                                           | 41° 37′ 38″ N, 2° 41′ 17″ E / 41.627284°N,2.687931°E | IPA-8800      | Casa al carrer Major (Pineda de Mar) · Vegeu més fotos d'aquest monument · Carregueu una nova foto d'aquest monument                                   |
| Finestra de Ca l'Enric Benet                                           |                 | Gòtic XIV                      | Pineda de Mar C. Major, 1                                            | 41° 37′ 39″ N, 2° 41′ 21″ E / 41.62744°N,2.68908°E   | IPA-8801      | Finestra de Ca l'Enric Benet (Pineda de Mar) · Vegeu més fotos d'aquest monument · Carregueu una nova foto d'aquest monument                           |
| Creu de terme de Can Quintana                                          |                 | Gòtic XV                       | Pineda de Mar C. Major, 62                                           | 41° 37′ 37″ N, 2° 41′ 13″ E / 41.62692°N,2.68681°E   | IPA-8802      | Creu de terme de Can Quintana (Pineda de Mar) · Vegeu més fotos d'aquest monument · Carregueu una nova foto d'aquest monument                          |
| Can Barbeta                                                            |                 | Obra popular XVII              | Pineda de Mar C. del Mar, 23 (enderrocada)                           |                                                      | IPA-8803      | Carregueu una nova foto d'aquest monument |
| Casa al carrer del Mar, 122                                            |                 | Obra popular XIX               | Pineda de Mar C. del Mar, 122                                        | 41° 37′ 23″ N, 2° 41′ 32″ E / 41.62317°N,2.69226°E   | IPA-8805      | Casa al carrer del Mar, 122 (Pineda de Mar) · Vegeu més fotos d'aquest monument · Carregueu una nova foto d'aquest monument                            |
| Can Tubella                                                            |                 | Neoclassicisme XIX             | Pineda de Mar C. Girona 3 - Església                                 | 41° 37′ 29″ N, 2° 41′ 32″ E / 41.62467°N,2.69223°E   | IPA-8806      | Can Tubella (Pineda de Mar) · Vegeu més fotos d'aquest monument · Carregueu una nova foto d'aquest monument                                            |
| Biblioteca Popular Serra i Moret                                       |                 | Noucentisme XX                 | Pineda de Mar Pl. de les Melies                                      | 41° 37′ 32″ N, 2° 41′ 24″ E / 41.62563°N,2.68995°E   | IPA-8807      | Biblioteca Popular Serra i Moret (Pineda de Mar) · Vegeu més fotos d'aquest monument · Carregueu una nova foto d'aquest monument                       |
| Escola Sant Jordi                                                      |                 | Darreres tendències XX         | Pineda de Mar C. Balmes - Tribala - Mn. Jacint Verdaguer             | 41° 37′ 31″ N, 2° 41′ 14″ E / 41.62525°N,2.6872°E    | IPA-8808      | Escola Sant Jordi (Pineda de Mar) · Vegeu més fotos d'aquest monument · Carregueu una nova foto d'aquest monument                                      |
| Habitatges pels mestres de l'escola Sant Jordi                         |                 | Darreres tendències XX         | Pineda de Mar C. Mn. Cinto Verdaguer, 60                             | 41° 37′ 28″ N, 2° 41′ 02″ E / 41.62451°N,2.68378°E   | IPA-8809      | Habitatges pels mestres de l'escola Sant Jordi (Pineda de Mar) · Vegeu més fotos d'aquest monument · Carregueu una nova foto d'aquest monument         |
| Casa al carreró de la Plaça                                            |                 | Obra popular                   | Pineda de Mar Carreró de la Plaça                                    | 41° 37′ 40″ N, 2° 41′ 27″ E / 41.6277°N,2.69083°E    | IPA-8810      | Casa al carreró de la Plaça (Pineda de Mar) · Vegeu més fotos d'aquest monument · Carregueu una nova foto d'aquest monument                            |
| Casa al carrer Sant Antoni, 15                                         |                 | Obra popular XVIII             | Pineda de Mar C. Sant Antoni, 15                                     | 41° 37′ 42″ N, 2° 41′ 28″ E / 41.62828°N,2.69105°E   | IPA-8811      | Casa al carrer Sant Antoni, 15 (Pineda de Mar) · Vegeu més fotos d'aquest monument · Carregueu una nova foto d'aquest monument                         |
| Masia Can Feliu de Merola                                              |                 | Obra popular, Gòtic XV         | Pineda de Mar C. Rosselló                                            | 41° 37′ 43″ N, 2° 40′ 12″ E / 41.6287°N,2.66998°E    | IPA-8812      | Carregueu una nova foto d'aquest monument |
| Casa al carrer Sant Antoni, 17 A                                       |                 | Obra popular XVII, XVIII       | Pineda de Mar C. Sant Antoni, 17 A                                   | 41° 37′ 42″ N, 2° 41′ 29″ E / 41.62833°N,2.6913°E    | IPA-8814      | Casa al carrer Sant Antoni, 17 A (Pineda de Mar) · Vegeu més fotos d'aquest monument · Carregueu una nova foto d'aquest monument                       |
| Llinda de la casa al carrer Sant Antoni, 45                            |                 | Obra popular XVIII             | Pineda de Mar C. Sant Antoni, 45                                     | 41° 37′ 42″ N, 2° 41′ 33″ E / 41.62843°N,2.69258°E   | IPA-8815      | C. Sant Antoni, 45 (Pineda de Mar) · Vegeu més fotos d'aquest monument · Carregueu una nova foto d'aquest monument                                     |
| Capella de Sant Antoni                                                 |                 | Obra popular XVIII             | Pineda de Mar C. Sant Antoni, 57                                     | 41° 37′ 43″ N, 2° 41′ 34″ E / 41.62856°N,2.69274°E   | IPA-8816      | Capella de Sant Antoni (Pineda de Mar) · Vegeu més fotos d'aquest monument · Carregueu una nova foto d'aquest monument                                 |
| Capella de Sant Jaume                                                  |                 | Obra popular XIX               | Pineda de Mar Pujada a la Torre de Sant Jaume                        | 41° 38′ 05″ N, 2° 40′ 35″ E / 41.63485°N,2.67639°E   | IPA-8819      | Capella de Sant Jaume (Pineda de Mar) · Vegeu més fotos d'aquest monument · Carregueu una nova foto d'aquest monument                                  |
| Capella de Sant Rafael                                                 |                 | Obra popular XX                | Pineda de Mar Ptge. de Can Martorell                                 | 41° 38′ 20″ N, 2° 40′ 11″ E / 41.638847°N,2.669594°E | IPA-8820      | Capella de Sant Rafael (Pineda de Mar) · Vegeu més fotos d'aquest monument · Carregueu una nova foto d'aquest monument                                 |
| Masia de Can Teixidor                                                  |                 | Obra popular XVII              | Pineda de Mar C. Maresme                                             | 41° 37′ 22″ N, 2° 40′ 09″ E / 41.62273°N,2.66913°E   | IPA-8821      | Masia de Can Teixidor (Pineda de Mar) · Vegeu més fotos d'aquest monument · Carregueu una nova foto d'aquest monument                                  |
| Masia la Rectoria Vella                                                |                 | Obra popular XVIII             | Pineda de Mar Camí de la Rectoria                                    | 41° 37′ 49″ N, 2° 41′ 14″ E / 41.63039°N,2.68718°E   | IPA-8822      | Masia la Rectoria Vella (Pineda de Mar) · Vegeu més fotos d'aquest monument · Carregueu una nova foto d'aquest monument                                |
| Masia de Can Palau del Sot                                             |                 | Obra popular XVII              | Pineda de Mar P. de la Mora                                          | 41° 38′ 19″ N, 2° 40′ 29″ E / 41.63873°N,2.67464°E   | IPA-8823      | Carregueu una nova foto d'aquest monument |
| Masia Can Cànoves                                                      |                 | Obra popular XIV               | Pineda de Mar P. la Mora                                             | 41° 38′ 21″ N, 2° 40′ 36″ E / 41.6393°N,2.67672°E    | IPA-8824      | Masia Can Cànoves (Pineda de Mar) · Vegeu més fotos d'aquest monument · Carregueu una nova foto d'aquest monument                                      |
| Casa de Santa Anna de Merola                                           |                 | Obra popular, Gòtic XV         | Pineda de Mar Sant Feliu i Santa Anna                                | 41° 37′ 55″ N, 2° 40′ 09″ E / 41.63186°N,2.66911°E   | IPA-8826      | Carregueu una nova foto d'aquest monument |
| Masia Can Jalpí, Coll, Gualba                                          |                 | Obra popular XIV               | Pineda de Mar Ctra. N-II, km 671                                     | 41° 37′ 46″ N, 2° 41′ 22″ E / 41.62947°N,2.68938°E   | IPA-8829      | Masia Can Jalpí (Pineda de Mar) · Vegeu més fotos d'aquest monument · Carregueu una nova foto d'aquest monument                                        |
| Masia de Can Mirons                                                    |                 | Obra popular XVII              | Pineda de Mar C. Solana                                              | 41° 38′ 01″ N, 2° 41′ 16″ E / 41.63355°N,2.68776°E   | IPA-8831      | Carregueu una nova foto d'aquest monument |
| Torre de defensa de la Masia de Can Cànoves                            |                 | Obra popular, Gòtic XVI        | Pineda de Mar P. de la Mora                                          | 41° 38′ 21″ N, 2° 40′ 36″ E / 41.63921°N,2.6766°E    | IPA-8832      | Torre de defensa de la Masia de Can Cànoves (Pineda de Mar) · Vegeu més fotos d'aquest monument · Carregueu una nova foto d'aquest monument            |
| Pont de les Bruixes, o Aqüeducte de les Bruixes                        |                 | Obra popular                   | Pineda de Mar Sobre la riera de la Pineda                            | 41° 38′ 11″ N, 2° 40′ 50″ E / 41.63651°N,2.68056°E   | IPA-36929     | Pont de les Bruixes (Pineda de Mar) · Vegeu més fotos d'aquest monument · Carregueu una nova foto d'aquest monument                                    |
| Torre de defensa de Santa Anna de Merola                               |                 | Obra popular Medieval          | Pineda de Mar Zona de Sant Feliu de Merola, al costat de l'autopista | 41° 37′ 55″ N, 2° 40′ 09″ E / 41.63189°N,2.66921°E   | IPA-38414     | Torre de defensa de Santa Anna de Merola (Pineda de Mar) · Vegeu més fotos d'aquest monument · Carregueu una nova foto d'aquest monument               |
| Carrer del Mar                                                         |                 | Noucentisme XX                 | Pineda de Mar C. del Mar                                             | 41° 37′ 24″ N, 2° 41′ 32″ E / 41.623395°N,2.692250°E | IPA-39907     | Carrer del Mar (Pineda de Mar) · Vegeu més fotos d'aquest monument · Carregueu una nova foto d'aquest monument                                         |